# Resolutie 1816 Veiligheidsraad Verenigde Naties
Resolutie 1816 van de Veiligheidsraad van de Verenigde Naties werd op 2 juni 2008 unaniem door de VN-Veiligheidsraad aangenomen en vroeg alle landen de strijd aan te gaan met de piraterij voor de Somalische kust.

## Achtergrond
In 1960 werden de voormalige kolonies Brits Somaliland en Italiaans Somaliland onafhankelijk ensamengevoegd tot Somalië. In 1969 greep het leger de macht en werd Somalië een socialistisch-islamitisch land. In de jaren 1980 leidde het verzet tegen het totalitair geworden regime tot een burgeroorlog en in 1991 viel het centrale regime. Vanaf dan beheersten verschillende groeperingen elke een deel van het land en enkele delen scheurden zich ook af van Somalië. In 2006 werd het grootste deel van Somalië veroverd door de Unie van Islamitische Rechtbanken. Op het einde van dat jaar werden zij echter door troepen uit buurland Ethiopië verjaagd. In 2008 werd piraterij voor de kust een groot probleem.

## Inhoud

### Waarnemingen
Piraterij en gewapende overvallen belemmerden de levering van humanitaire hulp aan Somalië en de veiligheid van de commerciële scheepvaart in de kustwateren van Somalië. De Tijdelijke Federale Regering van dat land was niet in staat om hier iets aan te doen.

### Handelingen
De Veiligheidsraad veroordeelde en betreurde de piraterij en gewapende overvallen op schepen in de
territoriale wateren en de zeeën rond Somalië. Landen met marineschepen en militaire vliegtuigen in deze regio werden gevraagd waakzaam te zijn en hier iets aan te doen door ook schepen die bedreigd werden te hulp te komen.
Ook werden de landen gevraagd Somalië en naburige landen te helpen hun maritieme capaciteiten te versterken. Landen die met de Tijdelijke Regering van Somalië samenwerkten tegen de piraterij mochten gedurende 6 maanden:
a. De territoriale wateren van Somalië betreden voor acties tegen piraten,
b. Binnen die wateren al het nodige doen om de piraterij te onderdrukken.

## Verwante resoluties
- Resolutie 1811 Veiligheidsraad Verenigde Naties
- Resolutie 1814 Veiligheidsraad Verenigde Naties
- Resolutie 1831 Veiligheidsraad Verenigde Naties
- Resolutie 1838 Veiligheidsraad Verenigde Naties

Lijst ·  1795 ·  1796 ·  1797 ·  1798 ·  1799 ·  1800 ·  1801 ·  1802 ·  1803 ·  1804 ·  1805 ·  1806 ·  1807 ·  1808 ·  1809 ·  1810 ·  1811 ·  1812 ·  1813 ·  1814 ·  1815 ·  1816 ·  1817 ·  1818 ·  1819 ·  1820 ·  1821 ·  1822 ·  1823 ·  1824 ·  1825 ·  1826 ·  1827 ·  1828 ·  1829 ·  1830 ·  1831 ·  1832 ·  1833 ·  1834 ·  1835 ·  1836 ·  1837 ·  1838 ·  1839 ·  1840 ·  1841 ·  1842 ·  1843 ·  1844 ·  1845 ·  1846 ·  1847 ·  1848 ·  1849 ·  1850 ·  1851 ·  1852 ·  1853 ·  1854 ·  1855 ·  1856 ·  1857 ·  1858 ·  1859